# Zosteraeschna usambarica
Zosteraeschna usambarica – gatunek ważki z rodziny żagnicowatych (Aeshnidae).